# Topuz i buzdovan
Topuzom i buzdovanom naziva se oružje koje se sastoji od drvenog ili željeznog drška na koji je nataknuta drvena, brončana ili željezna glavica. Strani nazivi za ovu vrstu oružja jesu: njem. Keule, Streitkolben, franc. massue, masse d'arme, engl. mace, mađ. buzogany. Topuz, kao i buzdoavan su je riječi turskog porijekla. Mađari su stari oblik »buzgan« preuzeli od Kumana, a kasnije su iz osmansko-turskog jezika preuzeli oblik »bozdogan«. Vjerojatno smo iz mađarskog jezika preuzeli i mi riječ »buzdogan« koja se prvi put javlja u jednoj zagrebačkoj ispravi 1510. U našem jeziku se za ovu vrstu oružja uz riječi topuz i buzdovan javlja izraz kijača.

## Razlika između topuze i buzodvana
U Hrvatskoj su se udomaćile su se dvije riječi, dva naziva za istu vrstu oružja. U narodnom pjesništvu se riječ topuz i buzdovan također upotrebljavaju kao sinonimi za istu vrstu oružja. Tek u novije vrijeme preko Ćurčića i Praunspergera uvela se razlika prema glavicama tog oružja. Topuzom se počela nazivati puna glavica, a buzdovanom glavica podijeljena na pera.

## Opće odrednice
Glavica topuza i buzdovana može biti različito oblikovana. Može biti zvjezdolika s nizom većih ili manjih piramidalnih izbočina. Može biti dugoljasta sa šiljcima ili zaobljena podijeljena na režnjeve, pera. Pera mogu biti rjeđe ili gušće raspoređena od četiri do dvadeset na broj. Ona mogu biti zaobljena, trokutasta ili uska s bogatom profilacijom na vratu.

## Povijest korištenja
Topuz i buzdovan javljaju se još u prapovijesti. Pračovjek je učvrstio komad nebrušenog, a zatim brušenog kamena na motku i tako je dobio jednostavno, ali djelotvorno oružje kojim je mogao dohvatiti životinju ili neprijatelja. I u starom vijeku se topuz upotrebljavao kao oružje. Vojska Kserksa I. bila je naoružana vrstom topuza. Grci i Rimljani također su upotrebljavali topuzu slično oružje. Na tapiseriji iz Bayeauxa prikazan je topuz u obliku trolista. Njime su naoružani i Englezi i normanski osvajači. U živom prikazu bitke vidi se da ga ne koriste samo za blizinu već ga bacaju i na daljinu. Topuz se javlja veoma rano kao vrsta žezla za oznaku časti i položaja. To dokazuje i sačuvana glavica topuza od vapnenca ukrašena likom lava iz vremena rane sumerske dinastije (3000. pr. Kr.).

### U sudskim sporovima
Langobardi su se služili topuzom kao pomoćnim sredstvom u sudskim sporovima. Tako je, na primjer, u srednjem vijeku u zapadnoj Europi postojao običaj da žena sama sebi kao parnična strana izbori pravdu. Natjecanje ili bolje rečeno sudski dvoboj odvijao se na ovaj način: muškarac je stajao do pojasa u jarku držeći u ruci topuz. Žena se smjestila izvan jarka s velom u ruci, čija je duljina iznosila onoliko koliko je bio dug topuz. Na kraj vela bio je vezan kamen kojim je žena, prema prilici, udarala po protivnikovoj glavi. Protivnik se branio rukama i topuzom. Ako bi se velo omotalo oko protivnikove ruke, žena ga je smjela izvući kao pobjednica iz jarka. U protivnom, muškarac je povukao ženu u jarak. U tom slučaju je žena izgubila spor.

### Kod seljaka
Topuz i buzdovan su omiljelo oružje seljaka. To dokazuju i drvorezi iz vremena seljačkog rata u Njemačkoj iz početka 16. stoljeća, kao i materijalni ostaci nekih seljačkih ustanaka na sjeveru Europe (u Finskoj krajem 16. st., a u Švedskoj 1743. godine). U srednjoj Europi, topuz i buzdovan dulje su se zadržali u naoružanju. Kod Čeha se javljaju u vrijeme husitskih ratova u 15. st., a kod Mađara i Poljaka još u 18. st.

### Kao znak časti i položaja
Topuz i buzdovan se zbog svojih dekorativnih oblika rano počinju upotrebljavati kao znak časti i položaja. U Francuskoj veoma rano topuz postaje znak paževa i trabanata. U vrijeme cara Maksimilijana I., u raznim svečanim povorkama pojavljuju se mađarski velikaši s velikim pernim buzdovanima u ruci. Nisu rijetke nadgrobne ploče na kojima su prikazane vojne ličnosti s buzdovanom u desnici. Takva je nadgrobna ploča Benka Thuroczyja u Vinici i Tome Erdödyja u zagrebačkoj katedrali, obje s početka 18. st. Poznati su i grafički listovi s prikazima vojnih zapovjednika s buzdovanom u ruci. Treba spomenuti prikaz Nikole Šubića Zrinskog i Petra Zrinskog poslije bitke kod Otočca 1663.

### Korištenje kod Hrvata
Topuz se kod Hrvata počeo upotrebljavati veoma rano. Prvi pisani podatak susrećemo u listini kneza Mutimira iz 892. Tu se među kneževim dostojanstvenicima spominje »macecharius iupanus«, a medu kneginjinim dostojanstvenicima »iupanus comitisse« i »macecharius comitisse«. Taj latinski naziv preveden je kao buzdovan ili kijača. O izgledu tih kijača nema podataka, a među materijalnim ostacima starohrvatskih grobova nema sačuvanih topuza. U Biskupiji kod Knina 1890. iskopan je grob sa ženskom lubanjom. Oko lubanje nalazilo se četrnaest tankih pločica ???koje su ukrašene na sličan način kao topuz u zbirci oružja Hrvatskog povijesnog muzeja. Ukras na nakitu sastoji se od središnje piramidalne izbočine okružene nizom malih zrnaca. Grob u Biskupiji pripada vremenu od 9. do 11. stoljeća.
Još jedan arhivski podatak o buzdovanima nalazimo u građi s područja Zagreba. Uršula udova krojača Tome, u strahu od Turaka, deponira 1510. neke vrijednije predmete kod građanina Benedikta Stričića. Između ostalog i »srebro koje je sastavni dio željeznog drška pučki zvanog buzdogan, u vrijednosti od 1/2 florena«. ,Kako je glavica bila oblikovana ne stoji u opisu. Topuzi i buzdovani dugo su se upotrebljavali kod nas kao oružje. U uputstvu za konjanike na krajini 1578. u kajkavskom tekstu iz među ostalog spominje se i bat. Po Ivanu Belostenecu bat je kajkavski izraz za buzdovan. U uputstvu iz sredine 17. st. buzdovan se više ne spominje. Međutim Čurčić navodi da su se u Bosni i Hercegovini još u prvoj polovici 19. st. služili topuzima u međusobnim obračunima.

## Zbirka oružja Hrvatskog povijesnog muzeja
U zbirci oružja HPM-a nalazi se 125 topuza, buzdovana i žezla. Već od osnutka Narodnog muzeja u Zagrebu 1846. među prvim darovima zapažamo topuze. Mijat Sabljar, prvi kustos muzeja, bilježio je u prvu knjigu inventara topuze pod nazivom buzdovan i radi lakšeg prepoznavanja dodao im crteže. Početkom 20. st., O. von Hortstein zapisao je u svojim putnim bilješkama da je prilikom posjete zagrebačkom muzeju vidio neobično veliki broj topuza i buzdovana. Oni su različitih oblika i veličina, dijelom od željeza a dijelom od bronce. Smješteni su bili u dvije vitrine. Prema navodima starije literature, rani primjerci topuza datirani u 8. st. Smatralo se, naime, da su topuze Kumani donijeli u srednju Europu. U novije vrijeme, arheolog Kovacs Laszlo daje nove podatke o porijeklu i vremenu nastanka zvjezdolikih topuza. On preuzima neke znanstvene rezultate i tvrdnje sovjetskih arheologa. Tako na primjer, iznosi da se razvijeni oblik zvjezdolikih topuza pojavio kod južno-ruskih konjaničkih naroda. Među tim narodima najvjerojatnije su Pečenezi tu vrstu oružja dalje predali Mađarima odnosno narodima srednje Europe. Tablica tipološkog razvoja zvjezdolikog topuza i razlikuje pet osnovnih tipova. S obzirom na to da su zvjezdoliki topuzi HPM-a veoma slični topuzima koje je publicirao Kovacs, možemo prihvatiti raniji vremenski raspon datiranja tj. od 9. do 14. st. Neke topuze HPM-a nisu se mogle uklopiti u naznačenu shemu tipološkog razvoja te se one mogu razvrstali u sedam grupa:  
| Redi broj | Naziv grupe                                                                                            | Opis |
| --------- | --- | --- |
| 1.        | Željezna glavica nezgrapnog jajolikog oblika s razbacanim oštrim šiljcima                              | Zbog nevješte izrade, nepravilnog oblika i rasutog rasporeda šiljaka glavice možemo započeti tipološki razvoj topuza. U ovu skupinu spadaju također topuzi dosta pravilnih oblika s četiri jače izražena šiljka u sredini i manjim rubnim izbočinama.                                                  |
| 2.        | Dvije željezne glavice s četiri veće izbočine u sredini i osam manjih                                  | Izbočine su nešto punije kao da nastoje podražavati pravilne piramidalne oblike glavica brončanih topuza. Ove topuze smatramo prelaznim oblicima ka topuzima pravilnih oblika. |
| 3.        | Topuze od bronce pravilnih oblika s četiri jasno izražene izbočine u sredini i osam manjih na rubovima | Ističe se i glavica s pet plitkih rombičnih izbočina u sredini i deset na rubovima. |
| 4.        | Topuze od bronce s uskim vratnim i tjemenim prstenom koji im daje dovršeni, formalno savršeniji izgled | Broj središnjih izbočina kod nekih se povećava s četiri na šest, ali se dimenzije glavica bitno ne mijenjaju. |
| 5.        | Topuze brončanih glavica većih dimenzija s pravilno oblikovanim piramidalnim izbočinama                | Središnje su nešto veće, ali mogu biti približno istih veličina kao rubne. Na nekima se vratni prsten produljuje u nešto širi nastavak radi lakšeg naticanja na drveni držak. Na jednoj od glavica se broj izbočina s uobičajenih dvanaest povećava na dvadeset.                                       |
| 6.        | Zvjezdoliki topuz                                                                                      | Na glavici su četiri veće piramidalne izbočine rubljene ukrasnim motivom dvostruke, a ponegdje i trostruke žice. Na kutovima su smještene čunjaste izbočine. Trokutasta polja između piramida ispunjena su točkastim uzorkom. Taj način ukrašavanja blizak je ukrasima na nakitu iz groba u Biskupiji. |
| 7.        | Topuze s čunjastim izbočinama                                                                          | Na jednom od njih između izbočina nalaze se dvostruke uzdužne trake. U ovim trakama vidi ruski znanstvenik Kirpičnikov začetke pera pernih buzdovana. |

### Topuze turskog podrijetla
Većina preostalih topuza zbirke oružja HPM-a su turskog porijekla. Nekoliko topuza loptastih glavica s romboidnim izbočinama datirani su u 14./15. stoljeće. Željezni topuzi s lukovičastim, plitko brazdanim glavicama smješteni su prema podacima Milana Praunspergera u 15./16. st. Dva turska kruškolika topuza s brazdama, koje Kalmár stavlja u 15. stoljeće, mogu se smjestili smo obzirom na mjesto nalaza (Sisak, Kupa) u 16. stoljeće. Topuzi s loptastom brazdanom glavicom od bronce spadaju prema Kalmáru u 15. st. Na jednom od ovih topuza sačuvan je originalni drveni držak s koštanom intarzijom na kojoj se javlja ukrasni motiv stiliziranog meandra. Taj isti motiv se pojavljuje i na koštanim posudama za barut iz 18. st. kao i na jednoj posudi iz 1601. Prema tome možemo ovaj tip topuza datirati u veoma široki vremenski raspon od 16. do 18. stoljeća. Skupinu topuza može se zaključiti podatkom o drenovači koja je prema knjizi inventara datirana u 17. stoljeće i dvije batine (toljage) čije se vrijeme nastanka nije moglo utvrditi. 

### Oblici buzdovana kroz povijest u zbirci HPM-a
Primjer prijelaznog oblika topuza k pernim buzdovanima može se vidjeti na topuzi s glavicom od bronce na čijem se tijelu u obliku čunja smjenjuju uzdužne trake s ukrasnim motivom žice s uskim perima. Perni buzdovani su se prema podacima u ruskoj literaturi pojavili u Rusiji još prije provale Mongola, a potpuno su se udomaćili u 14. stoljeću. Na naslovnoj minijaturi Bečke ilustrirane kronike iz druge polovice 14. st. prikazana je grupa plemića s lijeve strane prijestolja. Ti plemići su došljaci s Istoka i jedan od njih drži u ruci perni buzdovan. Po obliku je taj buzdovan veoma sličan buzdovanima koje se može datirati u 14. st. U 15. st. su česti tzv. gotički buzdovani koji podsjećaju na fijale gotičkih katedrala. Gotički buzdovani imaju često veoma neobične oblike glavica. Pera su katkada produljena u jake kljunove ili su rubovi pera ukrašeni zupčastim profilacijama često su glavice jednostavnih smirenih profila. U 16. stoljeću povećava se broj pera čak do 20 te glavice postaju veće i masivnije. To su buzdovani trokutastih ili oblih pera koje vidimo u rukama plemića na drvorezima 16. st. Pera mogu dobiti neku vrstu elegancije i vitkosti u liniji prema vratu, a rubovi pera završavaju zupčasto. Prema literaturi ovi tipovi buzdovana spadaju u 16. stoljeće. S obzirom na to da se među njima nalazi buzdovan koji je prema tradiciji pripadao serdaru Stojanu Jankoviću (? — 1687.), možemo pretpostaviti da se taj tip buzdovana zadržao kod nas još i u 17. stoljeću. U ovoj skupini nalazi se i buzdovan omotan u kožu koji visi na užetu. U ovom slučaju je kožni omot osiguravao veću trajnost glavice, jer su se pera kod bacanja i udaranja sačuvala od oštećenja. Na ovom mjestu može se spomenuti buzdovan iz 17. stoljeća sa zaobljenim perima koja se prema vratu stanjuju i završavaju na donjem rubu manjim zupcem. To je prijelazni oblik prema časničkim buzdovanima 17./18. st. Po svoj prilici u 17. stoljeće spadaju veoma dekorativni buzdovani zaobljenih pera kojima je donji dio zadebljan i profiliran tako da djeluju kao glavice s ovratnicima.
Barokni osjećaj nije mimoišao ni buzdovane. Ljubav prema valovitim linijama, izduljenim oblicima, bogatim profilacijama stvorila je kruškoliki oblik buzdovana. Izrađeni su najčešće od mjedi i služili su kao zapovjednički znakovi. To dokazuje i pozlaćeni buzdovan senjskih uskoka braće Hreljanović s kraja 16. i početka 17. stoljeća. Niz buzdovana s oblim glavicama osrednje veličine s gustim brojem pera (u prosjeku 17) djeluju šablonski i stereotipno. Prema literaturi mogu se datirati u 17. st. Na ove buzdovane nadovezuju se buzdovani nešto manjih glavica s gustim brojem pera (od 15 do 17). Među ovima ima i glavica kod kojih su pera plitko usječena tako da više podsjećaju na glaviče topuza nego na buzdovane. Vejsil Curčić spominje da su ovakvi buzdovani veoma česti u Bosni i Hercegovini, ali ne navodi nikakav vremenski podatak. Skupina od deset buzdovana vjerojatno turskog odnosno bosanskog podrijetla i da se mogu datirati u vrijeme od 17. do sredine 19. stoljeća.
Sačuvana su četiri buzdovana manjih glavica od bronce na 11 pera identičnih oblika. Mogu se datirati u 16. ili 17. stoljeće. S obzirom na to da su manjih dimenzija i od krhkijeg materijala, mogu se tertirati i kao časnički buzdovani iz 17./18. stoljeća.
Buzdovane malih oblih glavica s bogato profiliranim vratom smatra se buzdovanima viših časnika 17. st. Slika Joakima Markovića, »Srbi i Hrvati primaju privilegije bizantskog cara Vasilija Makedonca« iz 1750. prikazuje dva časnika u odorama iz XVIII stoljeća s buzdovanima u ruci. Ovaj likovni podatak ukazuje na to da su časnici još u 18. stoljeću nosili buzdovane manjih dimenzija za oznaku časti.
Kataloški opis buzdovana može se s dva dekorativna oblika od kojih je jedan izrađen vjerojatno u Isfahanu drugoj polovici 19. st. 